# La mort frappe trois fois
La mort frappe trois fois (titre original : Dead Ringer) est un film américain réalisé par Paul Henreid, sorti en 1964.

## Synopsis
Edith et Margaret sont sœurs jumelles. Si toutes deux ont autrefois aimé le même homme, c'est Margaret qu'il a épousée, faisant d'elle une femme riche et méprisante. Dix-huit ans plus tard, le décès soudain de son mari provoque la réapparition d'Edith. Endettée et nourrissant pour Margaret un désir de vengeance resté inassouvi, elle l'assassine et usurpe son identité en faisant croire à son propre suicide. Mais se faire passer pour sa jumelle fortunée va s'avérer plus compliqué que prévu.

## Fiche technique
- Titre : La mort frappe trois fois
- Titre original : Dead Ringer
- Réalisation : Paul Henreid
- Scénario : Albert Beich et Oscar Millard d'après l'histoire La Otra aka Dead Pigeon de Rian James
- Production : William H. Wright
- Société de production : Warner Bros. Pictures
- Photographie : Ernest Haller
- Montage : Folmar Blangsted
- Musique : André Previn
- Direction artistique : Perry Ferguson
- Costumes : Donfeld
- Pays d'origine : États-Unis
- Genre : Film dramatique
- Durée : 115 minutes
- Format : Noir et Blanc - Mono (RCA Sound Recording)
- Date de sortie :  19 février 1964 (USA)

## Distribution
- Bette Davis (VF: Marie Francey) : Margaret DeLorca / Edith Phillips
- Karl Malden (VF : William Sabatier) : Sergent Jim Hobbson
- Peter Lawford  (VF : René Arrieu) : Tony Collins
- Philip Carey : Sergeant Hoag
- Jean Hagen : Dede Marshall
- George Macready  (VF : Jean-Henri Chambois) : Paul Harrison
- Estelle Winwood : Dona Anna
- George Chandler : George, Chauffeur
- Mario Alcalde : Garcia
- Cyril Delevanti : Henry
- Monika Henreid : Janet
- Bert Remsen : Daniel 'Dan' Lister
- Charles Watts : Manager
- Ken Lynch : Capitaine Johnson
- Charles Meredith : L'avocat de la défense
- Jon Lormer : Alonzo